# Чутливість клімату
Чутли́вість клі́мату (англ. Climate sensitivity) — довготермінові зміни глобальної середньої температури в результаті подвоєння вмісту CO2 (або CO2-еквівалента) в атмосфері. У ширшому значенні — зміна стану рівноваги кліматичної системи, викликана зміною пропускних властивостей атмосфери.